# Sayil
Sayil egy maja régészeti lelőhely délkelet-Mexikóban, Yucatán államban. Neve a maja nyelvből származik, jelentése „(egy bizonyos fajta levélvágó) hangyák helye”. Uxmal és Kabáh mellett a Puuc régió egyik legjelentősebb városa volt. A klasszikus kor végén, a 900-as év körül érte el fénypontját: ekkor mintegy 5 km²-es területén és annak környezetében 17 000-en élhettek. Virágzását többek között annak köszönheti, hogy egy mezőgazdasági termelésre kiválóan alkalmas völgyben fekszik.

## Leírás
Sayil a Yucatán-félsziget és azon belül Yucatán állam nyugati részén, Oxkutzcab község területén található.  Közelében több maja lelőhely is található: északra Kabáh, keletre pedig Xlapak és Labná. Sayil legjellegzetesebb épülete, a palota a mai országúthoz közel, attól délre található, a palotától pedig egy sacbé vezet egy másik, körülbelül 1 km-re délre elhelyezkedő épülethez. Az egykori település eköré a sacbé köré volt szervezve: az út közelében több kőépület-csoport állt, ezek között pedig a köznép fából és pálmából épült házai sorakoztak, azok között pedig termőterületek terültek el. Mivel azonban a felszíni vizek a talaj szerkezete következtében teljes egészében elszivárogtak, ezért a lakóknak mély lyukakat (chultúnokat) kellett fúrniuk a köves talajba, ahol a víz össze tudott gyűlni.
A háromszintes és mintegy 70 szobával rendelkező, kőmozaikos díszítésű palota egyrészt a kormányzó és családjának lakhelye volt, másrészt itt kapott helyet az adminisztráció is. A „kilátó”-nak nevezett lépcsőzetes, magas épület valójában egy templom volt, amelynek közelében a város piaca feküdt. Délen helyezkedett el az úgynevezett déli palota és egy labdajátékpálya is.

## Képek

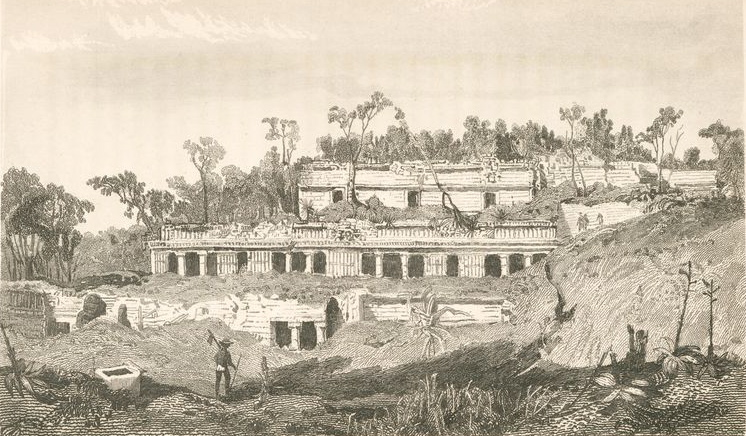
1841-es rajz
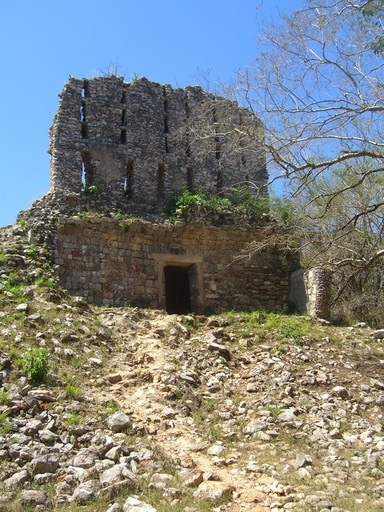
A „kilátó”
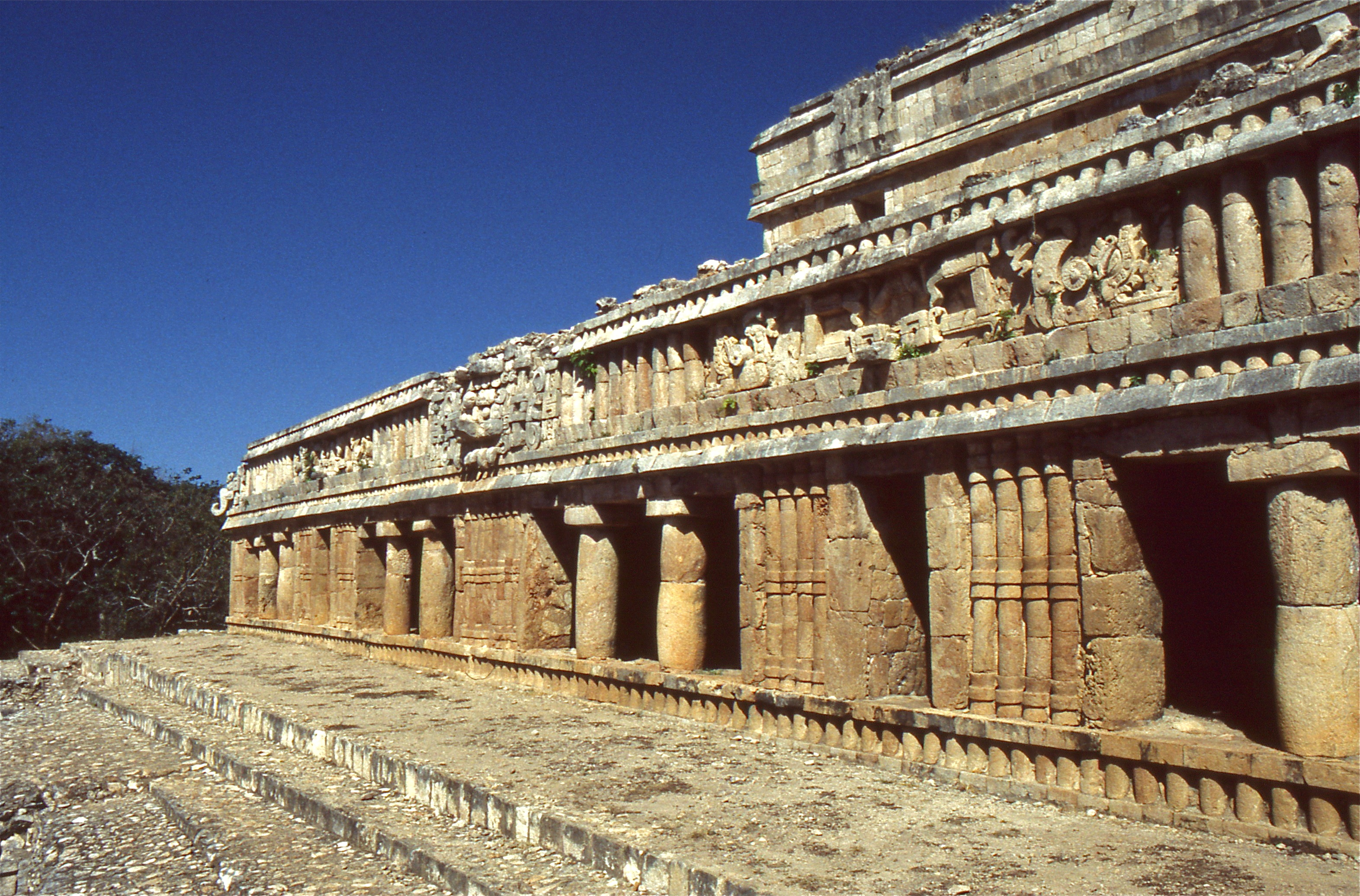
A palota
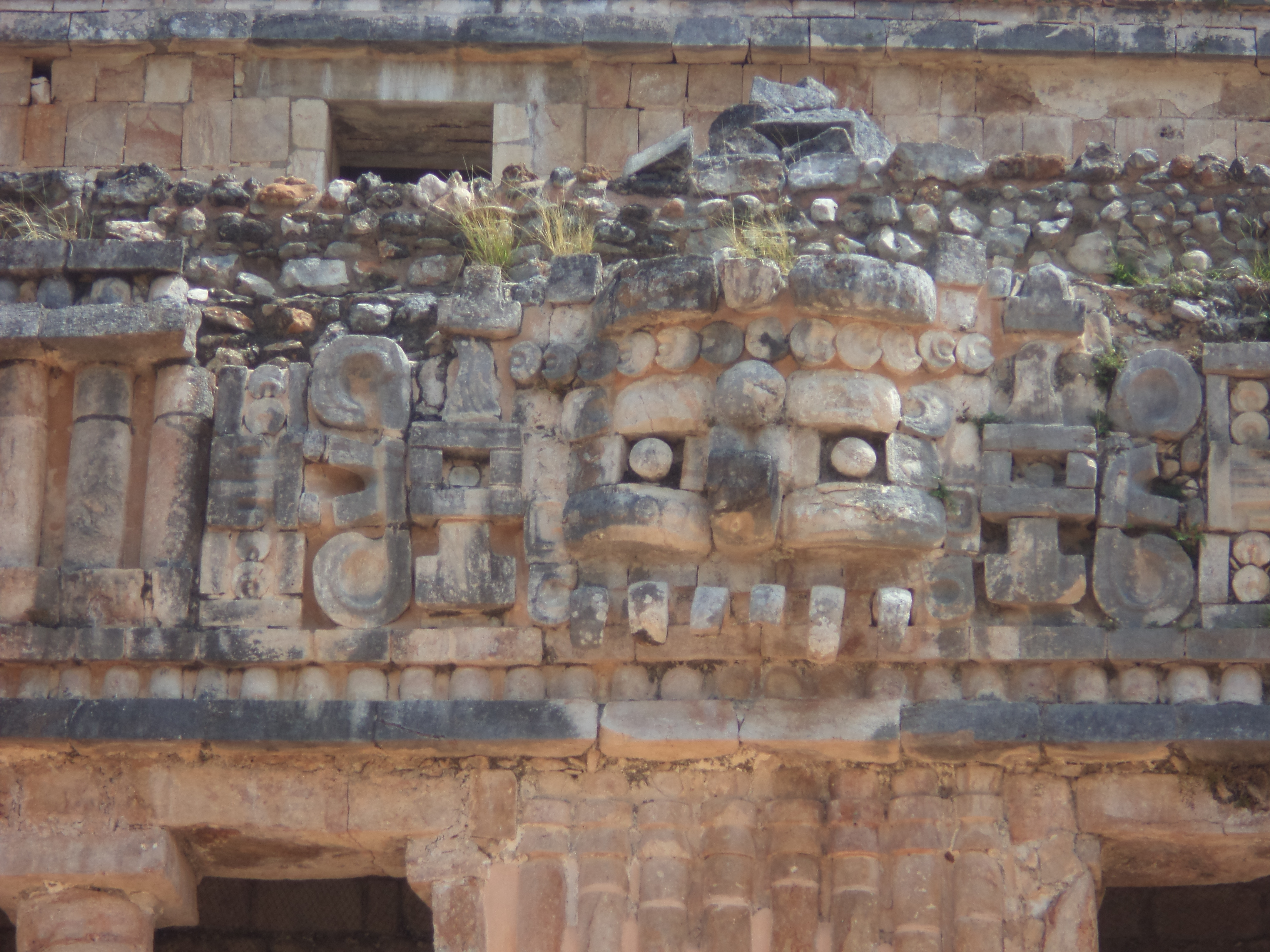
Részletek